# 皮亞斯區
皮亞斯區（西班牙語：Distrito de Pias），是秘魯的一個區，位於該國西北部拉利伯塔德大區的帕塔斯省，始建於1955年10月31日，面積371.67平方公里，海拔高度2,630米，2005年人口1,725，人口密度每平方公里4.6人。